# Scytalopus sanctaemartae
Scytalopus sanctaemartae е вид птица от семейство Rhinocryptidae.

## Разпространение
Видът е разпространен в Колумбия.